# 鳥取県道200号長和田羽合線
鳥取県道200号長和田羽合線（とっとりけんどう200ごう なごうたはわいせん）は、鳥取県東伯郡湯梨浜町を通る一般県道である。

## 概要
東伯郡湯梨浜町大字長和田から東伯郡湯梨浜町大字田後（たじり）に至る。

### 路線データ
- 起点：鳥取県東伯郡湯梨浜町大字長和田（鳥取県道22号倉吉青谷線交点）
- 終点：鳥取県東伯郡湯梨浜町大字田後（田後東交差点、国道179号交点）

## 路線状況

### 道路施設

#### 橋梁
- 門田橋（埴見川、東伯郡湯梨浜町）

## 地理

### 通過する自治体
- 鳥取県
  - 東伯郡湯梨浜町

### 交差する道路
| 交差する道路                                           | 交差する場所       | 交差する場所        |
| ------------------------------------------------------ | ------------------ | ------------------- |
| 鳥取県道22号倉吉青谷線 鳥取県道51号倉吉川上青谷線 重複 | 大字長和田         | 起点                |
| 鳥取県道248号長江羽合線                                | 大字長江           |                     |
| 国道179号 鳥取県道320号羽合東伯線 重複                 | 大字田後（たじり） | 田後東交差点 / 終点 |

### 沿線
- 東郷湖
- 湯梨浜町立湯梨浜中学校